# بادي بيلي
بادي بيلي (بالإنجليزية: Buddy Bailey)‏ هو لاعب كرة قاعدة أمريكي، ولد في 28 مارس 1957 في نوريستاون ‏ في الولايات المتحدة.

## وصلات خارجية
- بادي بيلي على موقعبيزبول رفرنس.كوم (الدوري الثانوي) (الإنجليزية)